# Дело Bank of New York
Дело Bank of New York — расследование и судебные процессы по фактам отмывания через американский банк Bank of New York (BoNY) денег из России.

## Хронология
В июне 1998 года был похищен гражданин России Эдуард Олевинский. Позже он был освобождён за выкуп в $300 тыс. В августе 1998 года МВД направило в ФБР США просьбу о помощи в отслеживании маршрута выкупа за Олевинского. Проверка по этому эпизоду привела к расследованию дела об отмывании денег.
Как выяснилось, деньги со счёта Олевинского были переведены в банк Bank of New York на счёт, которым владела компания BECS International LLC, управлявшаяся эмигрантом из России Питером Берлином. Берлин был женат на вице-президенте BoNY по делам в Восточной Европе Люси Эдвардс. Было также установлено, что незаконные операции проходили и через счёт компании Benex Worldwide Ltd, управлявшейся тем же Берлином.
19 августа 1999 года американские издания New York Times и Newsweek заявили, со ссылкой на неназванные источники в ФБР, что русской мафией были отмыты $10 млрд в BoNY. Появилась также публикация в издании USA Today, в которой утверждалось, что отмывание денег происходило через 4 счёта в BoNY и один — в банке Republic National Bank, причём все счета были открыты на фирму Benex. USA Today, ссылаясь на данные спецслужб, заявила, что основателем фирмы Benex являлся лидер солнцевской преступной группировки Семён Могилевич. В статье USA Today было выдвинуто предположение, что на этих счетах оказалась и часть кредитов, выделенных со стороны МВФ правительству России. Среди подозреваемых в статье USA Today были названы Александр Лившиц, Анатолий Чубайс, Татьяна Дьяченко, Владимир Потанин, Олег Сосковец.
Премьер-министр РФ Владимир Путин заявил после встречи с президентом Борисом Ельциным, что сообщения СМИ по поводу отмывания российских капиталов через «Бэнк оф Нью-Йорк» подтверждения не получили, как сказал Путин, к такому выводу пришла группа специалистов правоохранительных служб России, которая вернулась из США, где обсуждались вопросы, связанные с проблемой вокруг «Бэнк оф Нью-Йорк» и с тем «финансовым скандалом, который естественным или искусственным образом подогревается в последнее время».
21-22 сентября 1999 года в Комитете по банкам и финансам палаты представителей Конгресса США были проведены слушания по скандалу вокруг BoNY.
Генпрокуратура России поручила ФСБ провести проверку по изложенным в СМИ утверждениям о махинациях вокруг BoNY.
5 октября 1999 года Берлину и Люси Эдвардс были предъявлены обвинения в уклонении от уплаты налогов на $1,8 млн.
В начале октября 1999 года в Конгрессе США прошли слушания по скандалу вокруг BoNY.
14 октября 1999 года комиссия Конгресса США вызвала для дачи показаний Леонида Дьяченко — зятя президента России Бориса Ельцина.
15 сентября 2000 года издания The Wall Street Journal и The New York Times заявили, что по утверждению американских следователей, главным звеном схемы по отмыванию денег был Собинбанк, благодаря которому были незаконно вывезены из России около $7 млрд. В ходе расследования выяснилось, что большая часть средств, прошедших через BoNY, были не деньгами мафии, а сокрытыми от российских таможенных и налоговых органов деньгами российских импортеров.
BoNY уволил ряд своих сотрудников, которые были ответственны за переводы средств из России.
6 марта 2001 года Берлин и Эдвардс признали свою вину в содействии операциям по отмыванию денег и осуществлении банковских операций без лицензий и согласились сотрудничать со следствием.
13 июля 2002 года сотруднице BoNY Светлане Кудрявцевой был вынесен приговор: за участие в операциях по отмыванию денег из России она была приговорена к 2-недельному тюремному заключению и домашнему аресту на 5,5 месяцев.
В ходе разбирательства дела в США BoNY признал свою ответственность и выплатил крупный штраф правительству США.
В 2005 году BoNY признал, что ряд сотрудников банка в конце 1990-х годов принимали участие в реализации схем по уходу от налогов и легализации денег, использовавшихся российскими импортерами, на сумму около $7,5 млрд.
По законам США потерпевшая сторона имеет право потребовать возмещения ущерба в трёхкратном размере.
17 мая 2007 года Федеральная таможенная служба России (ФТС) предъявила иск к BoNY на сумму $22,5 млрд. По утверждению представителей ФТС, в 1996—1999 годах BoNY организовал схему легализации денежных средств, полученных за товары, экспортируемые в Россию.
14 января 2008 года начались слушания в Арбитражном суде Москвы по иску ФТС к BoNY. На заседании суда представители BoNY потребовали прекратить данный судебный процесс.
В феврале 2009 года ФТС заявила о готовности отказаться от судебного преследования, предложив BoNY заключить мировое соглашение.